# Parc national de Slītere
Le parc national de Slītere est un parc national situé dans le Talsu rajons, en Courlande, sur la côte ouest de la Lettonie. Bien qu’officiellement créé en 2000, il est basé sur l’ancienne réserve naturelle de Slītere, créée dès 1923, l’une des plus anciennes réserves naturelles des États baltes. C’est le plus petit parc national de Lettonie. Sa superficie est de 265 km², dont 162 terrestres et 102 dans la mer Baltique.

## Description
Il abrite des forêts côtières, des dunes, et de nombreux lacs d'origine glacière. Le parc national de Slītere est célèbre pour les forêts de feuillus couvrant l’ancien littoral et pour le complexe unique de dunes (appelées kangari en letton) et de dépressions (vigas) avec des tourbières inter-dunes. 30 % du parc est également couvert de forêt de conifères.

## Faune
Le parc national de Slītere se trouve le long des voies de migration de la Baltique, faisant de Slītere l’un des meilleurs endroits en Lettonie pour l’observation des oiseaux. Par exemple, son rivage est une escale à la fin de l’automne pour la barge rousse qui se dirige vers le sud de la toundra septentrionale ; la chouette lapone migre ici de Russie en hiver. Presque toutes les espèces d’oiseaux trouvées en Lettonie ont été observées à Slītere, avec jusqu’à 60 000 oiseaux par heure ayant été observés en vol pendant les migrations printanières et automnales. 
Le loup gris, le lynx eurasien et le cerf élaphe se trouvent tous à Slītere. Le parc national compte de nombreuses espèces rares d’insectes et d’escargots en raison de sa grande diversité végétale. Le long de la côte, les phoques gris de la Baltique établissent leurs pépinières sous la mer glacée en hiver ; c’est leur emplacement le plus au sud du monde. Le phoque annelé, plus rare, est parfois aperçu.

## Galerie

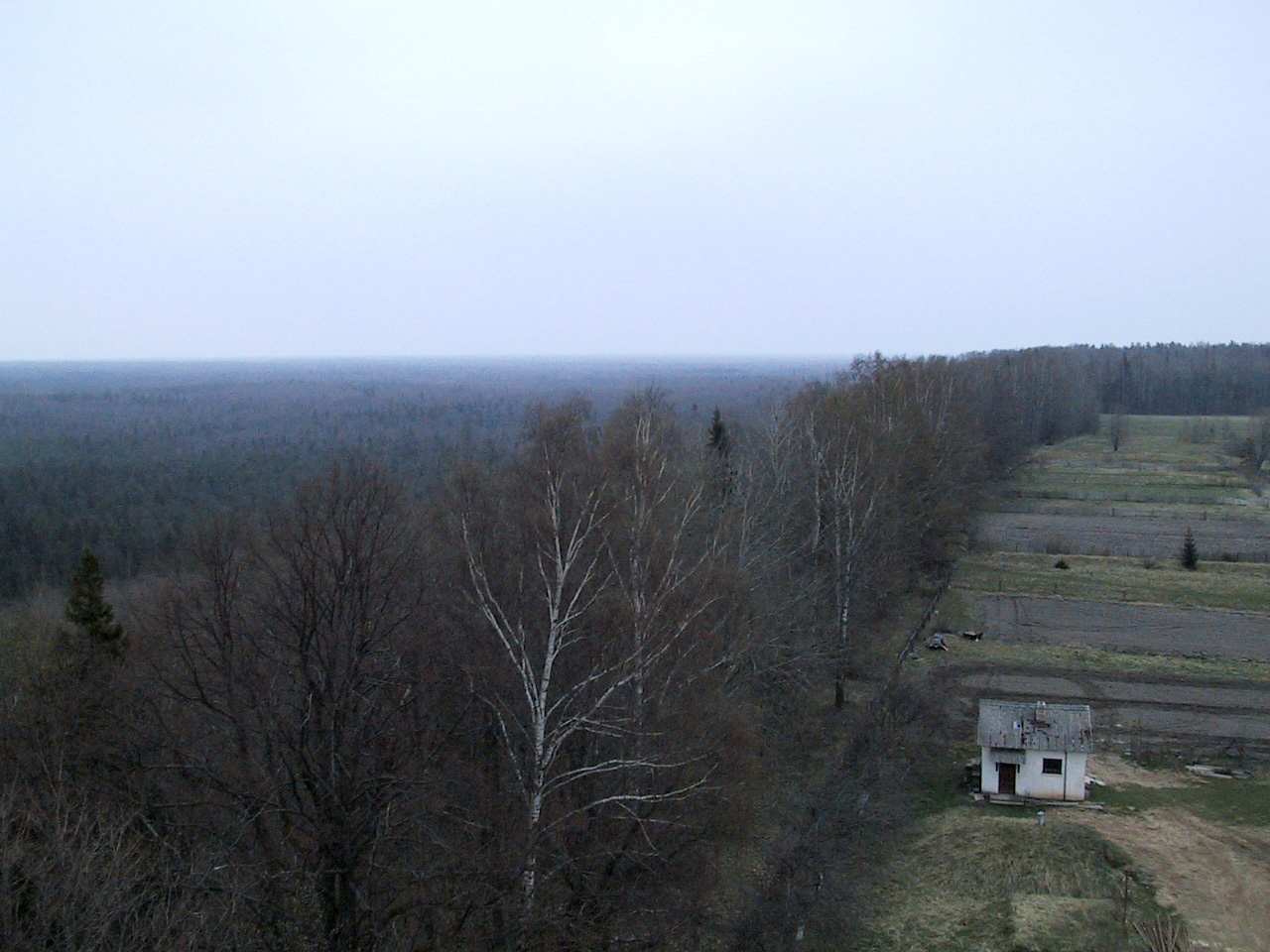
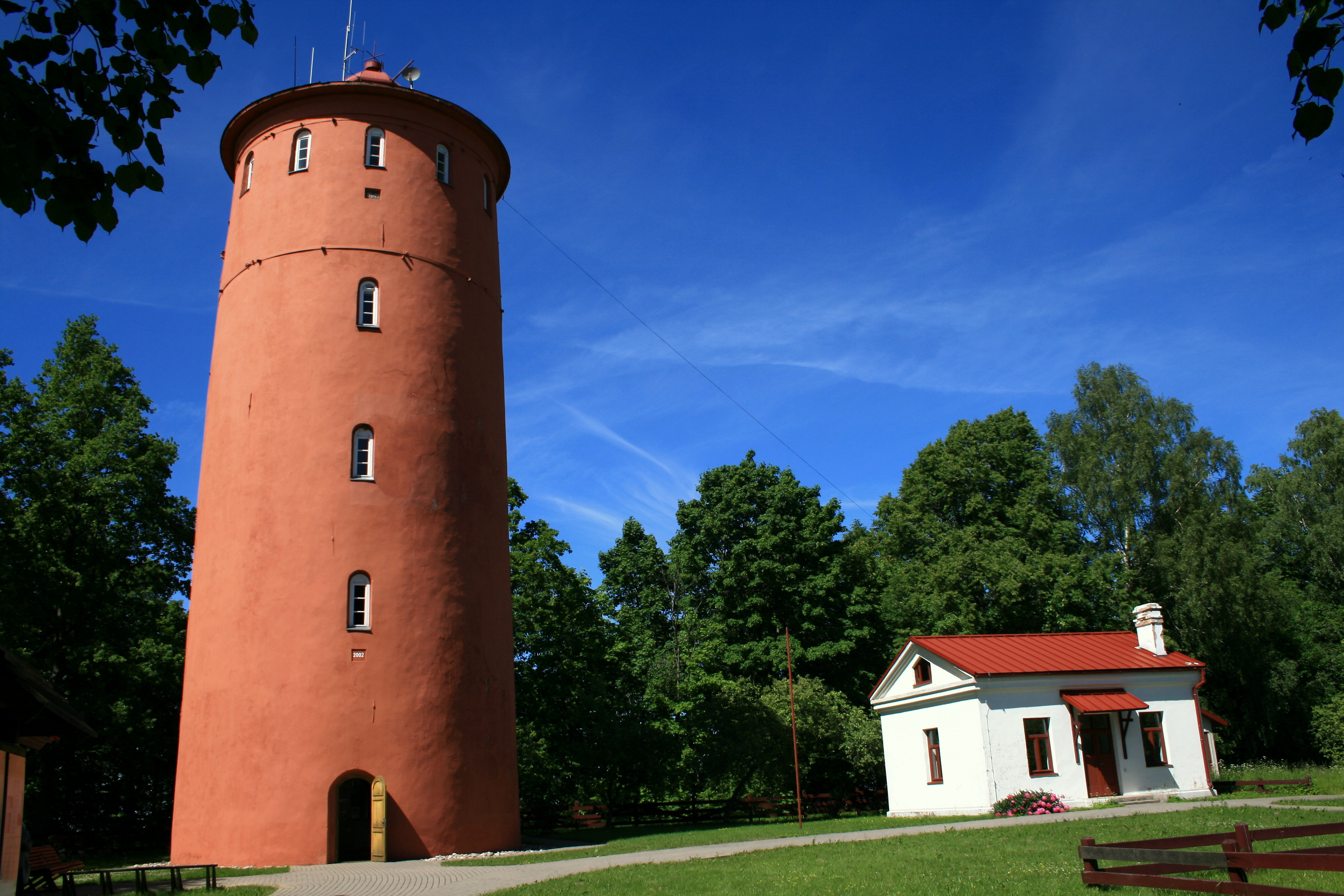
Phare
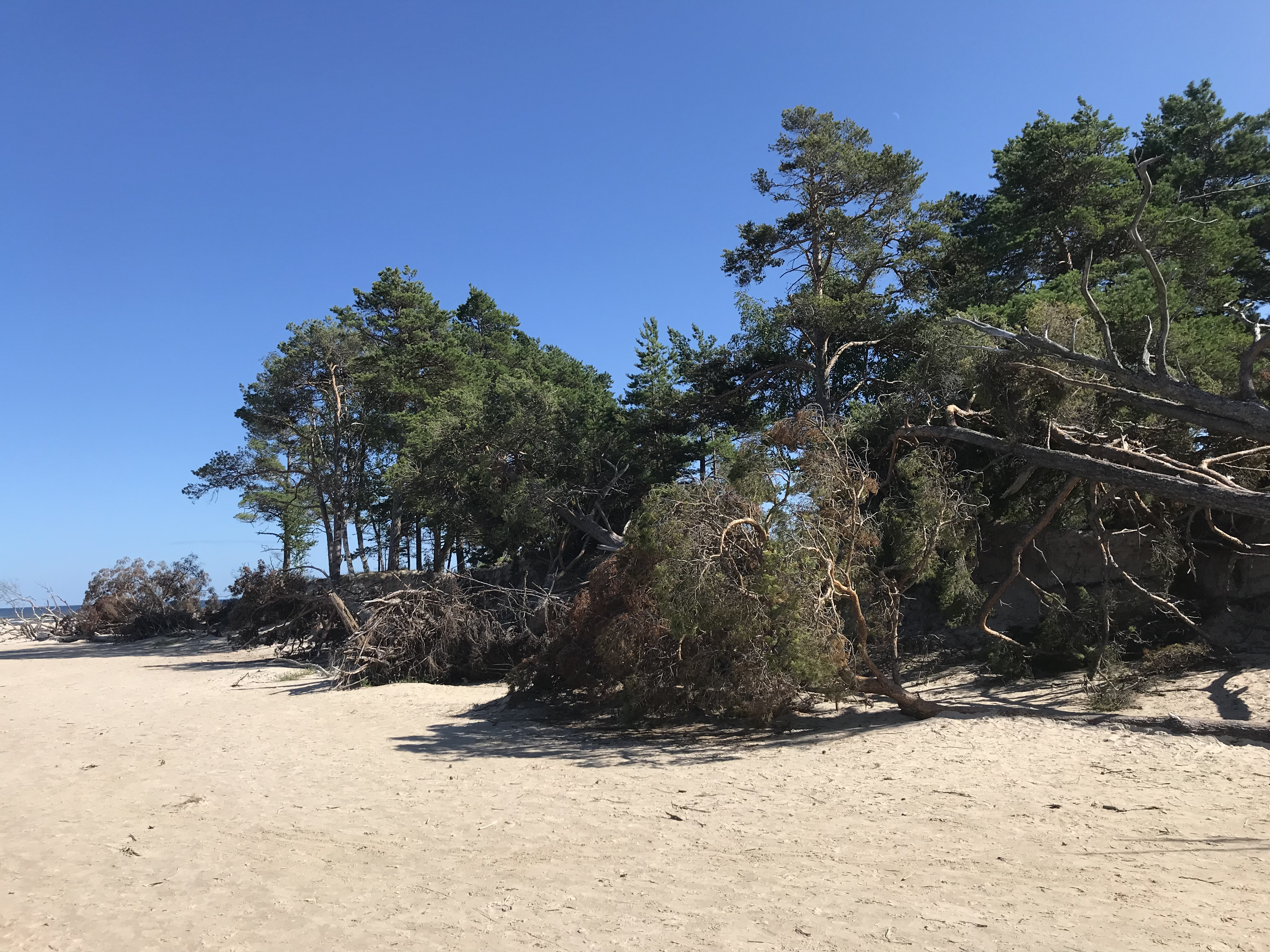
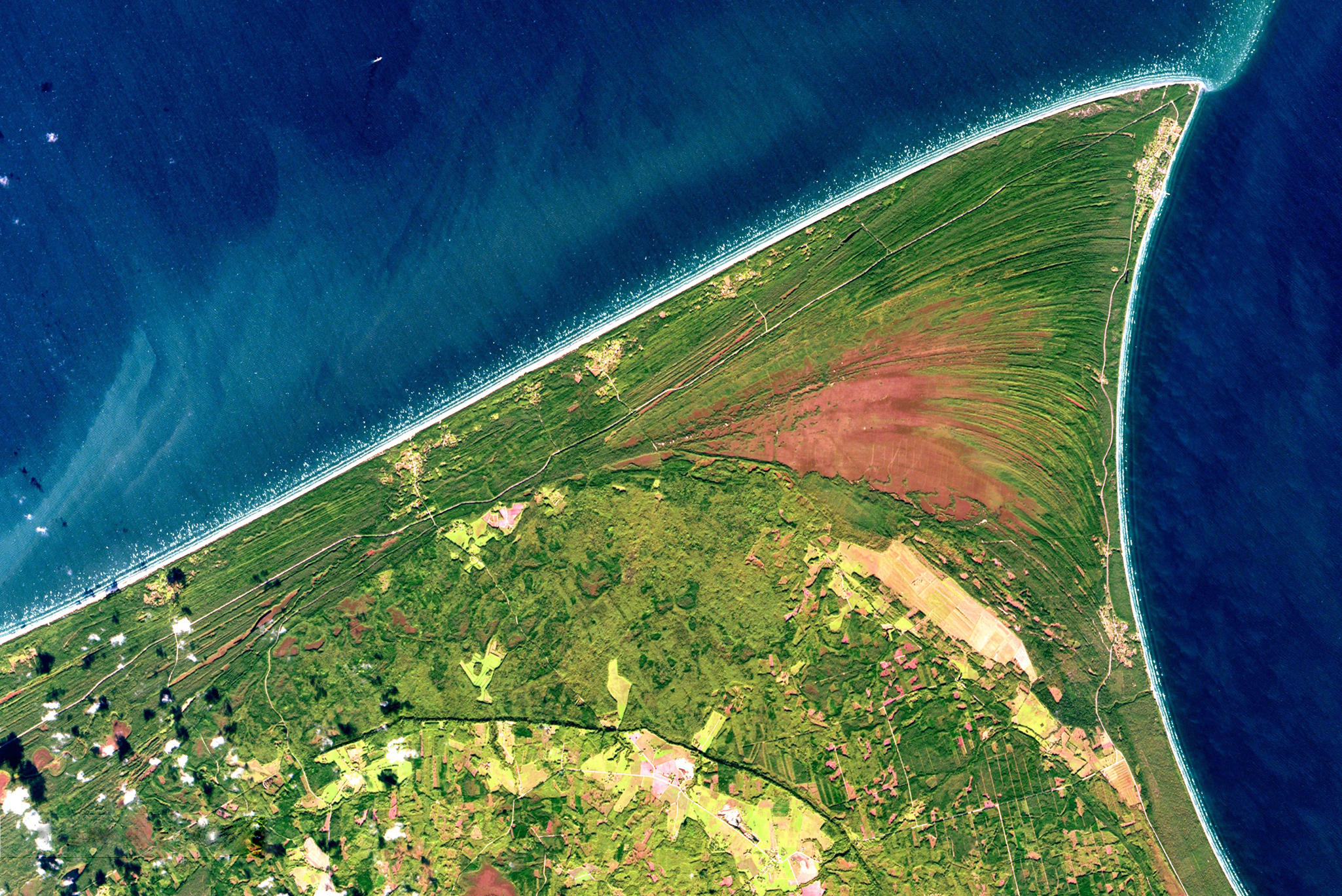
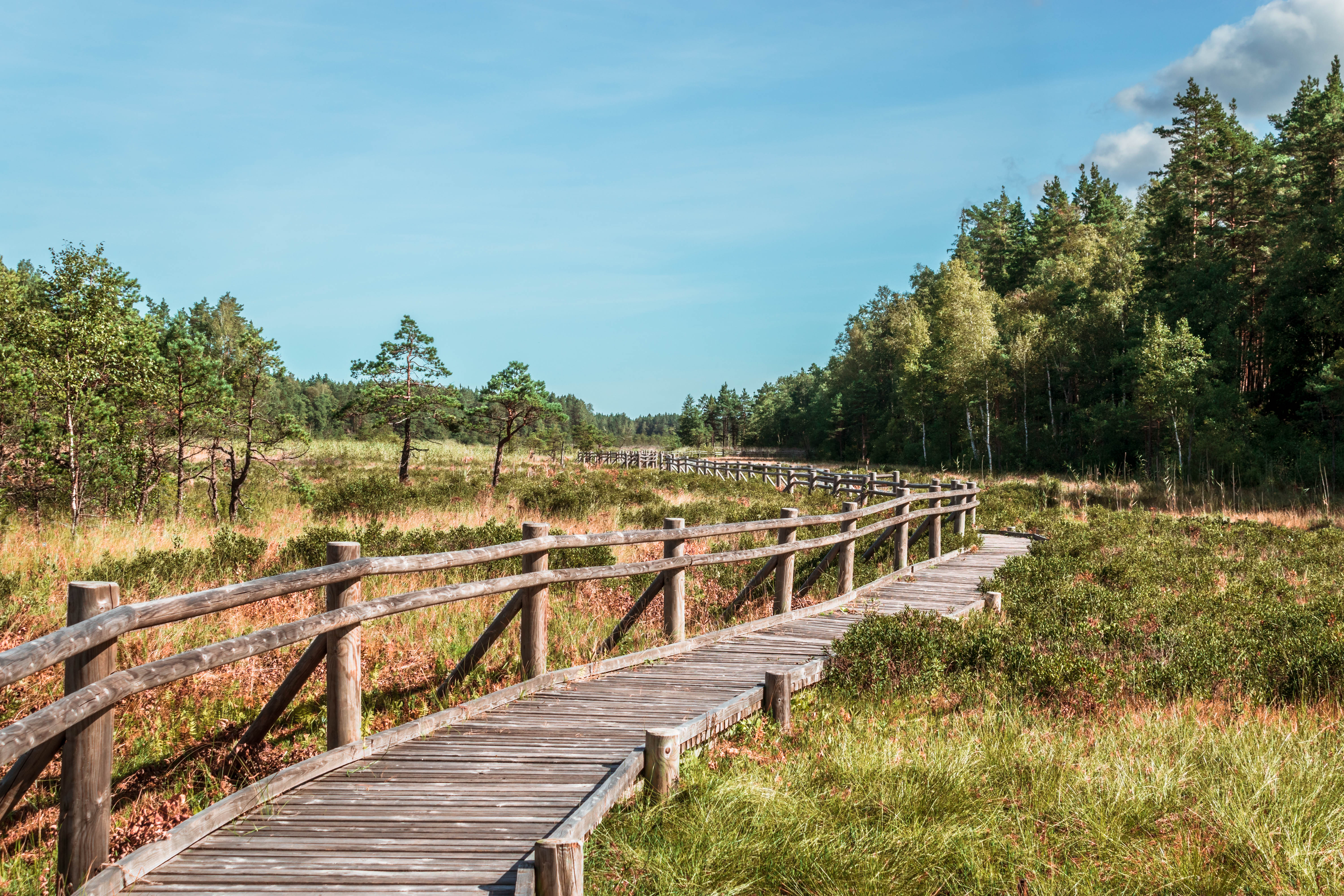